# Kettingaandrijving

Kettingaandrijving

Kettingaandrijving is een eenvoudige en betrouwbare manier om mechanische energie over te brengen. Kettingaandrijving wordt onder andere gebruikt bij fietsen, motorfietsen, industriële en agrarische machines.
De ketting is gespannen tussen twee of meer kettingwielen (bladen). Meestal bestaat er een verschil in diameter tussen de bladen. Door het verschil in diameter kan het ene blad sneller of minder snel rond draaien dan het andere blad. 
De ketting zelf bestaat uit scharnierende delen die verbonden zijn door pennen. Deze pennen vallen in de inkepingen van het blad en brengen de kracht over.
Een andere vorm heeft de ketting die gebruikt wordt om handwielen op afsluiters op anders door hun hoogte onbereikbare plaatsen. Die ketting bestaat uit in elkaar grijpende schalmen. De handkracht wordt overgebracht op een kettingwiel, waarin de schalmen precies passen. 

## Geschiedenis

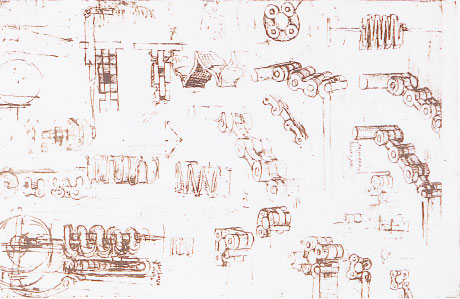
De aandrijfketting die wordt toegeschreven aan Leonardo da Vinci is waarschijnlijk een twintigste-eeuwse vervalsing.

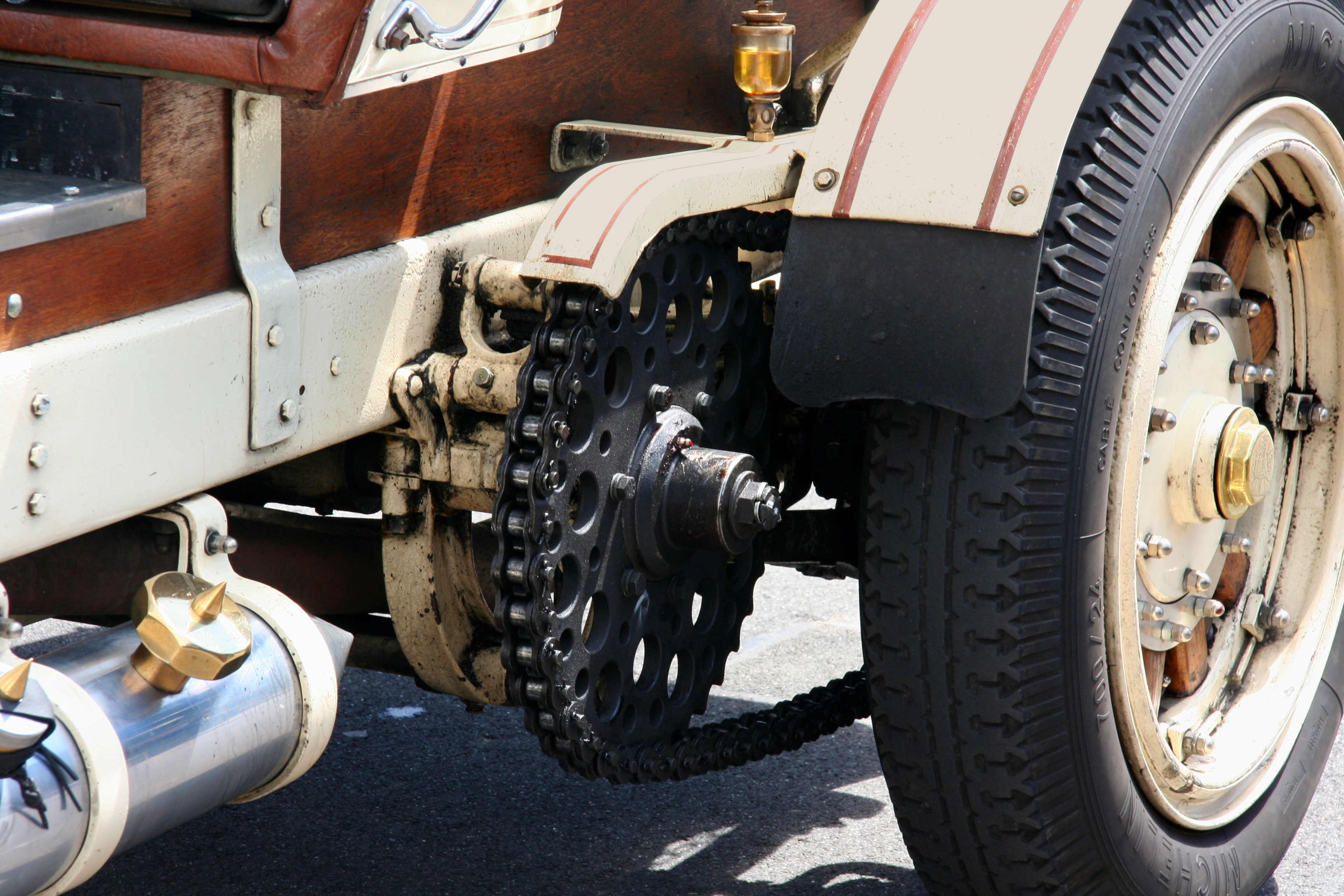
Kettingaandrijving bij een American LaFrance auto uit 1918

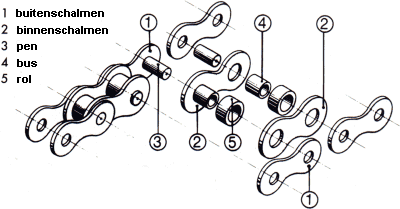
Opbouw en onderdelen rollenketting

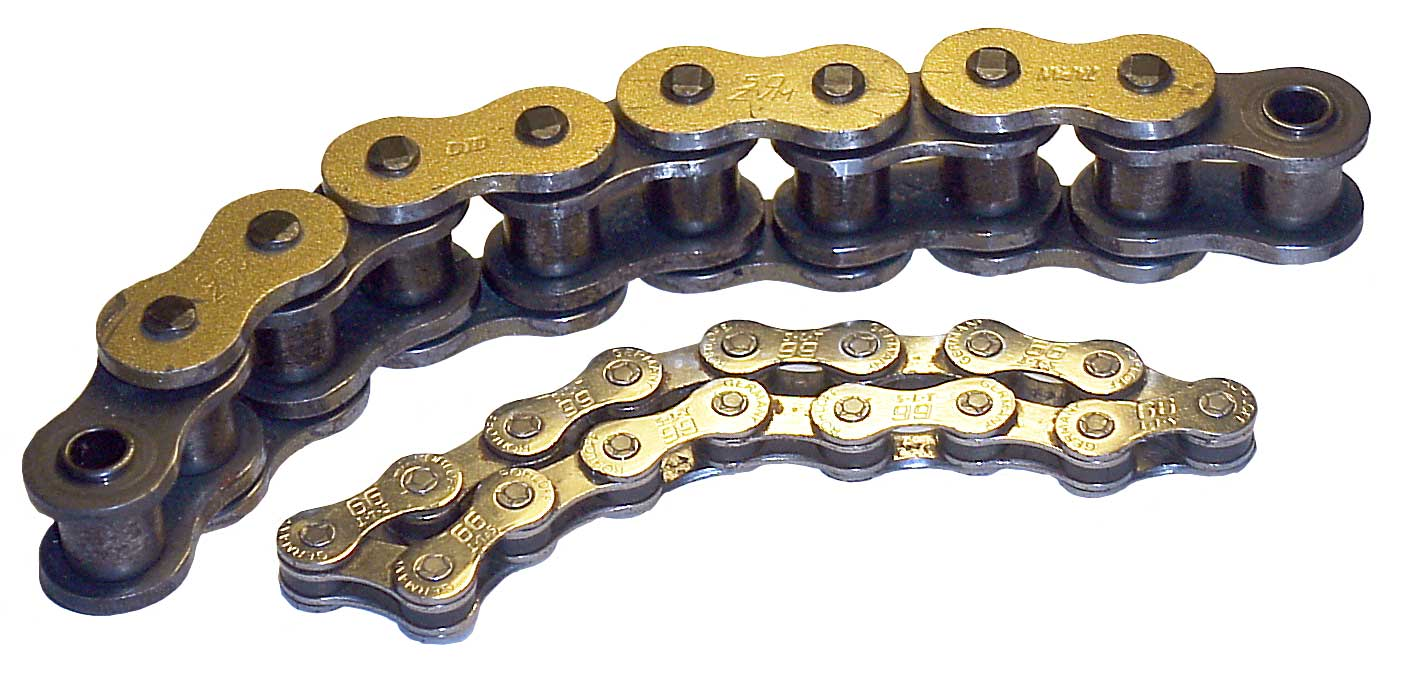
Enkele kettingen

Vaak laat men de geschiedenis van kettingaandrijving beginnen met een tekening van Leonardo da Vinci, met daarop duidelijk de schakels van een moderne fietsketting. Professor Dr. Hans-Erhard Lessing van de Universiteit van Ulm, Duitsland, heeft in de lente van 1998 onderzoek gepubliceerd, waarin hij aantoont dat de aan Da Vinci toegeschreven schetsen een vervalsing zijn, die moet worden gedateerd tussen 1967 en 1974. 1) 2) 3)
De eerste kettingaangedreven fiets dateert uit 1868, maar die werd nog aangedreven met een pennenketting. Hans Renold, geboren in het Zwitserse Aarau en op 21-jarige leeftijd verhuisd naar Manchester, is de uitvinder van de rollenketting (in 1880). De rollenketting  had om de pennen nog rollen om de ketting soepeler over de tandwielen te laten draaien. Dat opende veel meer mogelijkheden voor het gebruik in de zojuist uitgevonden fiets. In 1885 vond John Kemp Starley de veiligheidsfiets uit, een fiets zoals die er vandaag de dag nog uitziet. Deze had al aandrijving met een rollenketting. 
Ook in de industrie werden al op grote schaal kettingen toegepast, om de kracht van een centraal geplaatste stoommachine over te brengen op de productiemachines. Naast kettingen werden echter veel vaker aandrijfriemen gebruikt. Tot in de jaren twintig van de 20e eeuw zou de overgang van riem- naar kettingaandrijving plaatsvinden. Een aandrijfriem had toen nog grote voordelen. Hij was vaak sterker dan de toenmalige kettingen, maar kon ook slippen en rekken, waardoor de schokken van de arbeidsslagen van de motor werden opgevangen. Door de riem met een spanrol op spanning te houden werd de machine (of bijvoorbeeld een motorfiets) aangedreven, door de riem te ontspannen ging deze slippen en stopte de machine, terwijl het aandrijvende aggregaat (de stoommachine of de motor) gewoon kon blijven draaien. Na de uitvinding van de koppeling viel dit voordeel voor de aandrijfriem weg, en bovendien kon men sterkere kettingen maken, om het toenemende vermogen van motoren en machines bij te benen. Het probleem van kettingrek door de arbeidsslagen, vooral bij eencilindermotoren, bleef bestaan, maar werd grotendeels opgelost door ergens in de aandrijflijn een transmissiedemper aan te brengen. Het nadeel van de aandrijfriem (grote slijtage) ging zwaarder wegen dat het nadeel van de ketting (behoefte aan smering). 
Bij viertaktmotoren was de invoering van bovenliggende nokkenassen een belangrijke ontwikkeling. Deze nokkenassen konden niet met een slippende aandrijving werken, en moesten dus worden aangedreven met een peperdure koningsas-aandrijving óf een kettingaandrijving. De nokkenasketting kon voortdurend met een straal motorolie van smering worden voorzien en had daardoor een lange levensduur. De aandrijfketting naar het achterwiel van een motorfiets (of soms zelfs de achterwielen van een auto) moest echter zeer regelmatig gesmeerd worden, liefst met vet. Motorfietskettingen moesten tot eind jaren zeventig uitgekookt worden om het oude vet te laten uitstromen en daarna opnieuw worden "ingekookt" om het verse vet in de bussen te laten dringen. Desondanks bleef kettingaandrijving populairder dan bijvoorbeeld cardanaandrijving, omdat deze laatste duurder was en ook vermogen kostte. Kettingen werden soms ook gesmeerd met druppelaars, die hetzij uit een apart reservoir, hetzij uit de olietank, olie op de ketting druppelden. Bij een verkeerde afstelling van de druppelaar kon echter ook de achterband tamelijk vet (en glad) worden. In alle gevallen werden ook de achtervelgen van motorfietsen vuil van het rondvliegende smeermiddel. Vaak waren motorfietsen voorzien van gesloten kettingkasten om vervuiling van buiten tegen te gaan, en in enkele gevallen waren dit zelfs vet- of oliebadkettingkasten, zodat ook de aandrijfketting voortdurend gesmeerd werd. 
In de jaren zeventig werden de vermogens van motorfietsen dermate hoog dat opnieuw problemen ontstonden met de sterkte van de kettingen. Daarom werden soms duplexkettingen aangeboden. Eind jaren zeventig verscheen de O-ringenketting, waarbij rubber ringetjes vuil buiten de rollen en vet juist ín de rollen hielden. Daardoor was de inwendige smering van de ketting gewaarborgd, en hoefde een motorfietsketting alleen nog uitwendig gesmeerd te worden. Daarvoor zijn speciale kettingsprays te koop. 
In de jaren tachtig werd cardanaandrijving vooral bij toermotorfietsen populairder, omdat deze in het geheel geen onderhoud behoeft (behalve het verversen van de olie door de dealer). Toch is kettingaandrijving bij veel voertuigen nog steeds het belangrijkste: bij fietsen omdat er geen lichtere aandrijfmogelijkheid bestaat die ook nog het gebruik van een derailleur mogelijk maakt, bij motorfietsen omdat cardanaandrijvingen reactiekrachten oproepen, duurder zijn en (hoewel minimaal) vermogen kosten, en omdat tandriemen niet sterk genoeg zijn voor hoge vermogens (bij sportmotoren) en gevoelig zijn voor steenslag (bij terreinmotoren). 
Als aandrijfmiddel van nokkenassen zijn kettingen vrijwel geheel verdreven door tandriemen en tandwielen. De industrie is overgestapt op elektrische aandrijving van haar machines.

## Types
- penkettingen: de goedkoopste en eenvoudigste kettingen: de schalmen roteren rond de pennen;
- buskettingen: de schalmen zitten op de bus geperst, maar roteren t.o.v. een pen. Nadeel is dat de bus telkens op dezelfde plaats belast wordt;
- rollenkettingen: identiek aan de busketting, maar rond de bus is een rol aangebracht, die vrij kan roteren, en ervoor zorgt dat de belasting gelijkmatig op de rol wordt verdeeld.

Het laatste type ketting wordt o.a. in fietsen gebruikt.

## Voor- en nadelen t.o.v. een riemoverbrenging
De belangrijkste voordelen van kettingoverbrengingen ten opzichte van riemoverbrengingen
zijn :
- Hoog rendement (ca. 98%)
- slipvrije vermogensoverdracht (cfr. riemen);
- kleinere kracht op de assen door kleinere voorspanning;
- lagere gevoeligheid voor hoge temperaturen, vocht en vuil.

De belangrijkste nadelen van kettingen zijn:
- prijs;
- het optreden van allerlei trillingen;
- noodzakelijkheid van smering;
- lagere flexibiliteit.

Tegenwoordig is inwendige smering van kettingen niet meer noodzakelijk door de komst van onderhoudsvrije kettingen. Bij productie wordt de smering in de bus gespoten, waarna deze zo wordt afgedicht dat ze er niet meer uit kan lopen. Wanneer de ketting gaat draaien, wordt de smering warm en dus vloeibaar, waardoor de ketting automatisch gesmeerd wordt. Deze kettingen worden veel gebruikt in omgevingen met veel stof of waarin voedingsmiddelen worden geproduceerd en verpakt (geen direct contact).